# Calyptraea chinensis
Calyptraea chinensis (Linnaeus, 1758), nota anche col nome di cappello cinese , è un mollusco marino gasteropode della famiglia Calyptraeidae.

## Descrizione
Il sottile guscio di questa specie ha la forma di un cono quasi simmetrico (come un cappello cinese), alto 7 mm alto e largo 15 – 21 mm. La partizione interna ha un bordo ricurvo a spirale che corre dall'apice al margine del guscio e ne copre parzialmente l'apertura. La presenza di questo ripiano interno distingue facilmente questa specie dai patellogastropoda. L'apertura è rotonda e adattata al substrato. Il guscio è bianco crema e lucido all'interno.
L'alimentazione avviene per filtrazione. La specie è caratterizzata da ermafroditismo per proterandrìa, ma le fasi del cambiamento da maschio a femmina non sono state chiaramente definite. I maschi e le femmine si riuniscono solo per la copulazione. La specie non ha una fase larvale pelagica. Allo stadio di veliger l'individuo vive in capsule fissate al substrato, custodito sotto il guscio del genitore. Alla schiusa l'esemplare si presenta come larva strisciante post-veliger.

## Distribuzione e habitat

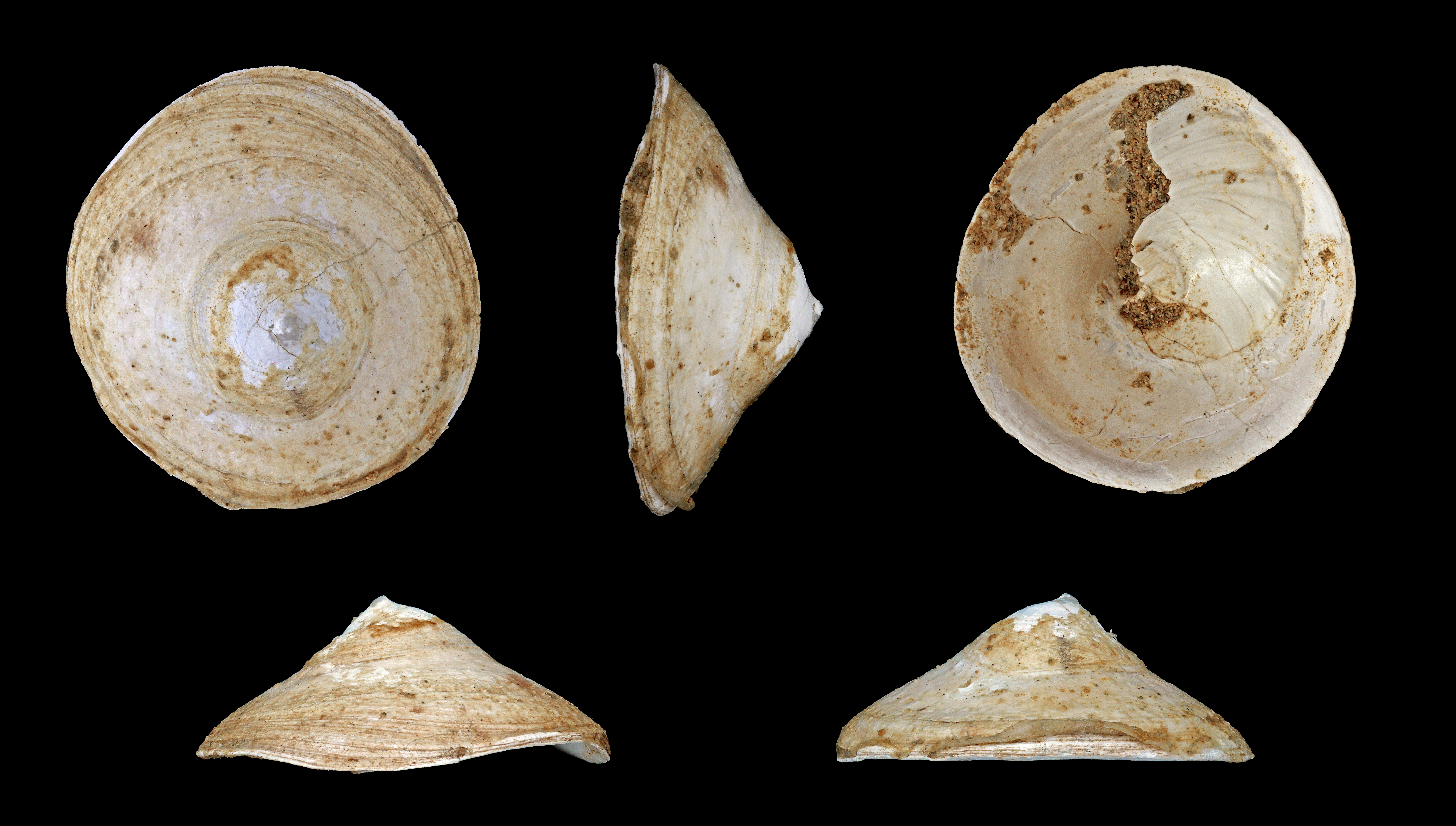
Fossile di "Calyptraea chinensis"

Calyptraea chinensis si trova nell'Africa nordoccidentale, nel Mediterraneo, Mare del Nord, Mar Nero e Oceano Atlantico. Queste piccole lumache possono essere trovate nelle zone litorali e sublitorali lungo coste riparate e rocciose e su aree fangose o limitrofe purché possano aggrapparsi a un substrato duro come pietre o ostriche vive . La specie si trova anche sulle coste settentrionali e occidentali della Gran Bretagna e dell'Irlanda, ma è assente dal Mare del Nord e dal Canale della Manica.
Calyptraea chinensis è conosciuto in stato fossile sin dal Pliocene e dal Pleistocene.